# Kampala
Kampala er hovedstad i Uganda og er med sine 1.680.600 (2019) indbyggere landets største by. Byen omkranses af Wakiso-distriktet, som i 2014 havde ca. 2 millioner indbyggere. Byen er inddelt i fem bydele: Nakasero, Kawempe, Makindye, Nakawa og Rubaga.
Kampala var den 13. hurtigste voksende by i verden, med en årlig befolkningstilvækst på 4,03%. Byen er endvidere udnævnt af Mercer som den bedste by at leve i i Østafrika, foran byer som Nairobi og Kigali.

## Historie
Byen opstod og udviklede sig omkring hovedstaden i kongeriget Buganda og har stadig bygninger og kendetegn derfra, blandt andet bugandakongernes grave (fra 1881), Lubiri-paladset og Bulange (som i dag huser Bugandas parlament).